# Среднешведская низменность
Среднешве́дская ни́зменность — низменность в центральной части Швеции, между Балтийским морем и проливом Каттегат.
Протяжённость составляет около 500 км, ширина достигает 200 км. Рельеф пересечённый, скальные останцы высотой до 300 м чередуются с холмисто-моренными и озёрно-ледниковыми ландшафтами. Множество озёр (Венерн, Веттерн, Меларен, Ельмарен) и рек (Гёта-Эльв). По территории низменности проходит судоходный Гёта-канал. Низины обычно распаханы и густо заселены, на холмах и скальных останцах произрастают леса из ели и сосны, местами с примесью дуба.
На Среднешведской низменности расположены города Стокгольм, Вестерос, Норрчёпинг, Уппсала, Эребру.